# 那个男人
《那个男人》是一部2024年马来西亚电视剧，由阿龙·卡马鲁丁和努尔·艾因·沙里夫执导。该剧由拿督阿迪·普特拉、莎莉玛·伊布拉欣、努尔·法祖拉、纳比拉·胡达主演。该剧集于2024年3月19日起通过Samarinda在TV3首播，接档《Rindu Kasih 2》，暂无续定计划。

## 概要
当丈夫在自己的家里无法成为哈里发时，他就会在家庭之外成为一个男人。
Syed Mirza（拿督阿迪·普特拉饰）的妻子是富有且有影响力的女性Sharifah Qaidah（莎莉玛·伊布拉欣饰）。他们有幸育有三个女儿。
然而，他们的家庭生活却并不如人所愿。谢里法·凯达 (Sharifah Qaidah) 因地位高而假装是一家之主，这让赛义德·米尔扎陷入困境。
后来，赛义德·米尔扎去世了。赛义德公司的首席财务官伊马尼 (Imani) 带着一个男婴也就是赛义德·米尔扎的儿子出现在葬礼。Sharifah Qaidah拒绝通过Faraid分割财产，因此他们向法庭提出索赔。伊玛尼在泰国的婚姻在马来西亚得到证实。
与此同时，Sharifah Qaidah的儿子Sya在国外与Khai结婚。 Khai的母亲来到吉隆坡会见Sharifah Qaidah 后，显然 Khai和Sya是兄妹。凯不得不与莎离婚，但莎却怀孕了。她不得不流产并承受精神压力。谢里法·凯达 (Sharifah Qaidah) 将Sya锁在疗养院，但Sya的病情恶化，她威胁要自杀。
凯试图拿到他母亲的结婚证，以从他在赛义德·米尔扎的财产中所占的份额索取法拉伊。
最终Sya在逃跑的过程被轮奸至死。

## 演员阵容

### 主角
- 拿督阿迪·普特拉 饰 赛义德·米尔扎（Syed Mirza）和双胞胎姐妹（两个角色）。
- 莎莉玛·伊布拉欣 饰 Sharifah Qaidah
- 努尔·法祖拉 饰 Irsa Imani
- 纳比拉·胡达 饰 Sarina
- 伊迪·阿什拉夫 饰 Khairullah
- 汉娜·黛莉莎 饰 Sharifah Batrisya
- 纳迪亚·布莱恩 饰 Sharifah Bainah
- 索菲亚·阿尔芭拉克巴 饰 Syarifah Bahiya（Sya）

### 特别出演
- 法德兰·哈齐姆 饰 Amin
- 艾尔玛·法蒂玛 饰 凯鲁拉的律师
- Zahrin Aris 饰 基地组织律师
- Khaliq Mehtab Mohd Ishaq（前槟城州议员）饰演 Imani的律师
- Shaharuddin Thamby 饰 基地组织律师
- 拿汀·纳雷纳·纳斯鲁丁 饰 Datin Milia
- Najua P. Ramlee 饰 苏拉亚

### 配角
- 尼娜·KSC 饰 Christine
- 阿米尔·阿什拉夫 饰 Imran
- 米兹·拉祖安 饰 Sufian
- 穆尼尔·凯鲁丁饰 Adib
- 陶菲克·萨勒饰 Pian
- 扎莱哈·卡迪尔 饰 Sister Mun
- 桑尼·沙罗斯 饰 Bodyguard 1
- 努鲁·法赫里·阿齐兹 饰 Bodyguard 2
- Khai NS 饰演 Khai的朋友
- 阿利夫·伊尔曼 饰 Khai的朋友
- Zizi Hazira 饰 贝蒂
- CT Seha 饰 阿黛尔
- Mutalib Mubin 饰 巴希亚的未婚夫
- Schawall Tazen 饰 拿督马吉德
- 罗兹塔·阿邦 饰 Datin Kamariah
- 马斯图拉·诺罗欣 饰 Datin Dolly